# 16804 Bonini
16804 Bonini (1997 SX15) là một tiểu hành tinh vành đai chính được phát hiện ngày 27 tháng 9 năm 1997 bởi Khảo sát tiểu hành tinh OCA-DLR ở Caussols.